# Jørgen Andersen
Jørgen Marius Andersen (Sarpsborg, 20 febbraio 1886 – Sarpsborg, 30 maggio 1973) è stato un ginnasta norvegese.

## Palmarès

### Olimpiadi
- 2 medaglie:
  - 1 argento (Anversa 1920 nel concorso libero a squadre)
  - 1 bronzo (Stoccolma 1912 nel concorso svedese a squadre)